# The Chaos
The Chaos is een gedicht dat de onregelmatigheid van de Engelse spelling en uitspraak illustreert. Het werd geschreven door de Nederlandse letterkundige, anglist en taalcriticus Gerard Nolst Trenité (Charivarius). De eerste versie verscheen als appendix bij het boek Drop Your Foreign Accent: Engelsche uitspraakoefeningen (1920) en had 146 regels. 
De stijl van het gedicht wordt geïllustreerd met de openingsregels:
Dearest creature in creation
Studying English pronunciation,
I will teach you in my verse
Sounds like corpse, corps, horse and worse.
De afsluitende regels zijn:
Finally, which rhymes with enough,
Though, through, bough, cough, hough, sough, tough??
Hiccough has the sound of cup...
My advice is: GIVE IT UP!